# 5"/38 Mark 12
Mark 12 5″/38 — американское 127-мм корабельное орудие периода Второй мировой войны. 5″ — калибр орудия в дюймах, 38 — длина ствола в калибрах.
Одно из самых известных артиллерийских орудий Второй мировой войны. Существовало в двух основных вариантах: неуниверсальном и универсальном (зенитном и противокорабельном). Их различие заключалось в том, что подача снарядов в первом варианте осуществлялась при угле подъёма ствола до 35°. В универсальном варианте подача снарядов осуществлялась до угла подъёма ствола в 85°. Орудие устанавливалось в одно и двух-орудийных установках. Артиллерийские установки существовали в нескольких вариантах исполнения: открытом, со щитом, открытым сзади и полностью закрытом (башенные установки), с установкой на центральном штыре или кольцевом погоне.
Орудие Mark 12 разрабатывалась как универсальное. За основу было взято орудие 5"/51 Mark 9 с укороченным стволом. Длина ствола подобрана как средняя между 5″/51 неуниверсальным орудием и зенитным 5″/25. Многими специалистами артустановки на базе орудия Mark 12 5″/38 под управлением СУАО Mark 37 рассматриваются как одни из самых лучших универсальных АУ среднего калибра периода Второй мировой войны. С башней, установленной на кольцевом погоне, и со встроенной системой подачи боеприпаса, скорострельность орудия составляла 15 выстрелов в минуту. Хорошо натренированные расчёты доводили темп стрельбы до 21 выстрела в минуту. В варианте установки на центральном штыре и с ручной подачей скорострельность составляла 10 выстрелов в минуту. Несмотря на высокую эффективность стрельбы и СУАО, средний расход снарядов на один сбитый самолёт составил 1000 штук. Средняя живучесть ствола 4600 выстрелов.
Орудие впервые было использовано в 1934 году на эсминцах типа «Фаррагут» в артустановке с щитом Mark 21. После устранения некоторых недостатков ранних модификаций, специалистами отмечалась высокая надёжность и эффективность орудия. Оно получилось настолько удачным, что практически на всех кораблях ВМФ США, построенных с 1939 по 1946 год, устанавливались артустановки среднего калибра на его базе. Также эти орудия устанавливались на ряде английских и бразильских кораблей.
Средняя стоимость ствола с затвором составила 100 000 долларов. Всего в период между 1934 и 1945 годом было произведено более 8000 орудий.
В том числе:
- 2168 в одноорудийных установках;
- 2714 в двухорудийных установках для вооружения кораблей;
- 3298 в одноорудийных установках для вспомогательных судов.

В ВМС США уже нет находящихся в строю кораблей, вооружённых орудиями Mark 12. Тем не менее, в арсеналах США всё ещё хранится большое количество выстрелов к ним (в 1980-х годах более 720 000), так как в резерве числятся корабли, вооружённых артустановками на базе Mark 12.

## Конструкция

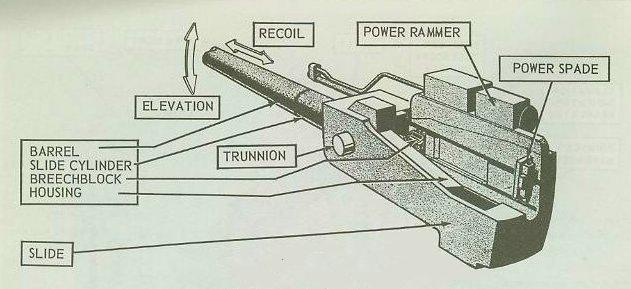
Схема, показывающая основные детали орудия и его общее устройство

Артустановки оснащены одним или двумя орудиями. Подача патронов для одноорудийных артустановок осуществляется слева. В двухорудийных установках такое орудие устанавливается слева. А справа устанавливается орудие, изготовленное в зеркальном отражении, с подачей патронов с правой стороны. Масса орудия без затвора 1810 кг (3990 фунтов). Впервые установлено в 1934 году на эсминцах типа «Фаррагут» на центральном штыре.

### Затвор
Затвор полуавтоматический. Часть энергии отката используется для подготовки орудия к следующему выстрелу. После выстрела полуавтоматика производит взвод ударника, открытие вертикального клинового затвора и извлечение стреляной гильзы. Одновременно сжатым воздухом производится эжектирование пороховых газов из канала ствола орудия.

### Заряжание

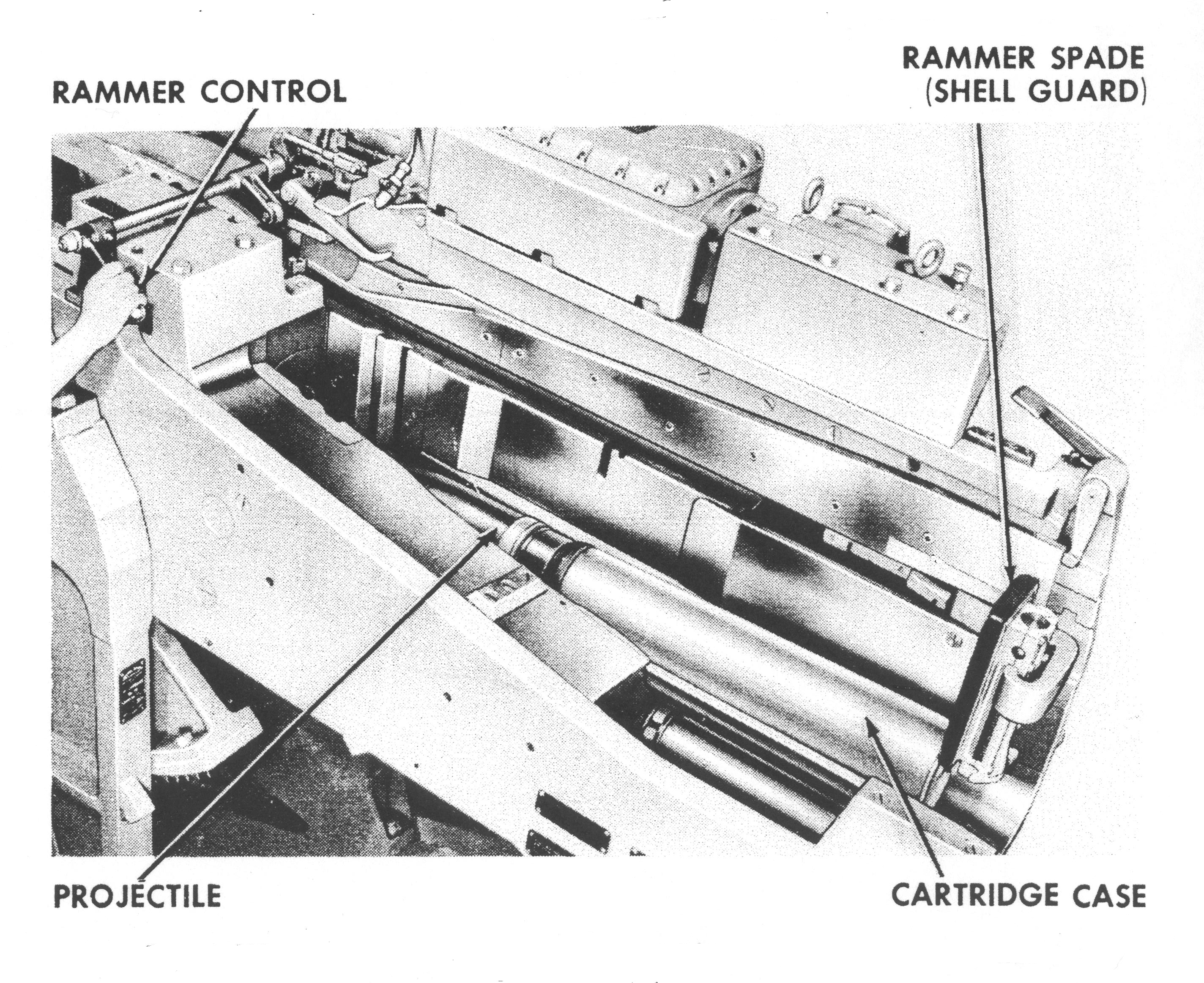
Зарядный лоток с выстрелом

Заряжание ручное, раздельное. Двое заряжающих располагаются возле каждого орудия. Их функции заключаются в извлечении выстрела, состоящего из снаряда (подаётся заряжающим № 1) и гильзы с зарядом (подаётся заряжающим № 2) с подъёмника (на артустановках с центральным штырем с полки рядом с орудием) и перемещения его на зарядный лоток. После этого начинается собственно процесс заряжания.
Электрогидравлический досылатель крепится болтами к верхней части затвора. Это устройство снабжено электродвигателем мощностью от 5 до 7.5 л. с. и предназначено для досылания 42 килограммового выстрела длиной 1,21 метра в зарядную камеру при любом угле возвышения орудия за время меньше одной секунды.
Вертикальный клиновой затвор, включающий ударник, запирает камору после помещения в неё выстрела.

### Противооткатные устройства

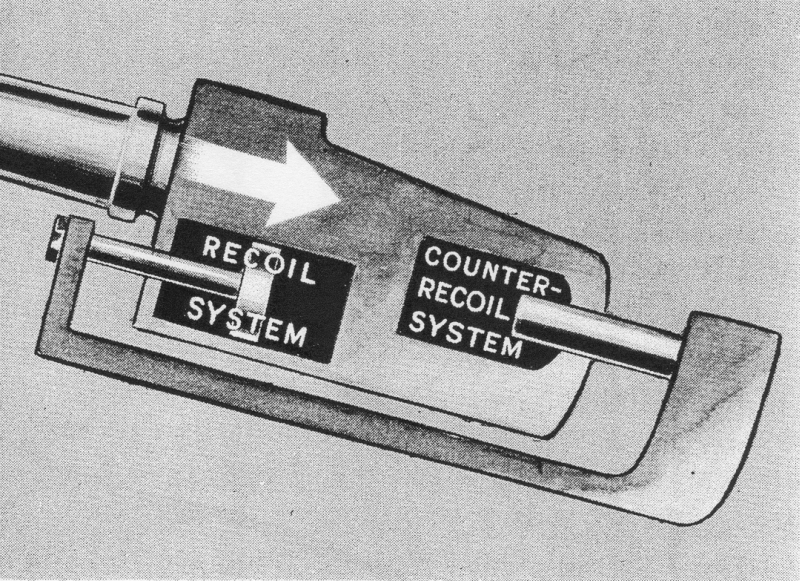
Схематичное изображение противооткатных устройств

Орудие снабжено гидравлическим тормозом отката. Он состоит из двух поршней в гидроцилиндре, которые поглощают основную энергию отката. Они также демпфируют удар механизмов пневматического накатника при возврате ствола в исходное положение.
Пневматический накатник представляет собой камеру, наполненную воздухом высокого давления. В задней его части расположен поршень. При откате поршень сжимает воздух в накатнике, а затем возвращает ствол в исходное положение. В исходном положении давление в камере накатника составляет 10 МПа. В процессе отката давление в накатнике возрастает до 15 МПа.

### Ствол
Ствол орудия имеет канал диаметром 127 мм и длиной 4800 мм. В канале расположены 45 хромированных нарезов правого вращения. Шаг нарезки 3800 мм. На орудиях модификации Mark 12 mod 0 и 1 автофретированный ствол закреплен на кожухе с помощью быстросъёмного байонетного соединения. Это сделано для возможности замены стволов силами плавбаз непосредственно на театре боевых действий. На модификации Mark 12 mod 2 ствол без автофретирования выполнен зацело со ствольной коробкой и изготавливается из стали повышенной прочности.

## Артустановки
Арустановки выполнялись в четырёх основных вариантах:
- Двухорудийные (англ. Twin) — в закрытой башне, установленной на кольцевом погоне.
- Закрытые одноорудийные (англ. Enclosed Single) — в закрытой башне, установленной на кольцевом погоне.
- Открытая одноорудийная установка на кольцевом погоне (англ. Open Single Base Ring Mount) — с открытым сзади щитовым прикрытием, установленная на кольцевом погоне.
- Одноорудийная открытая палубная установка на центральном штыре (англ. Open Single Pedestal Mount) — в открытом или закрытом щитом вариантах, с установкой на штыре.

Основные варианты артустановок
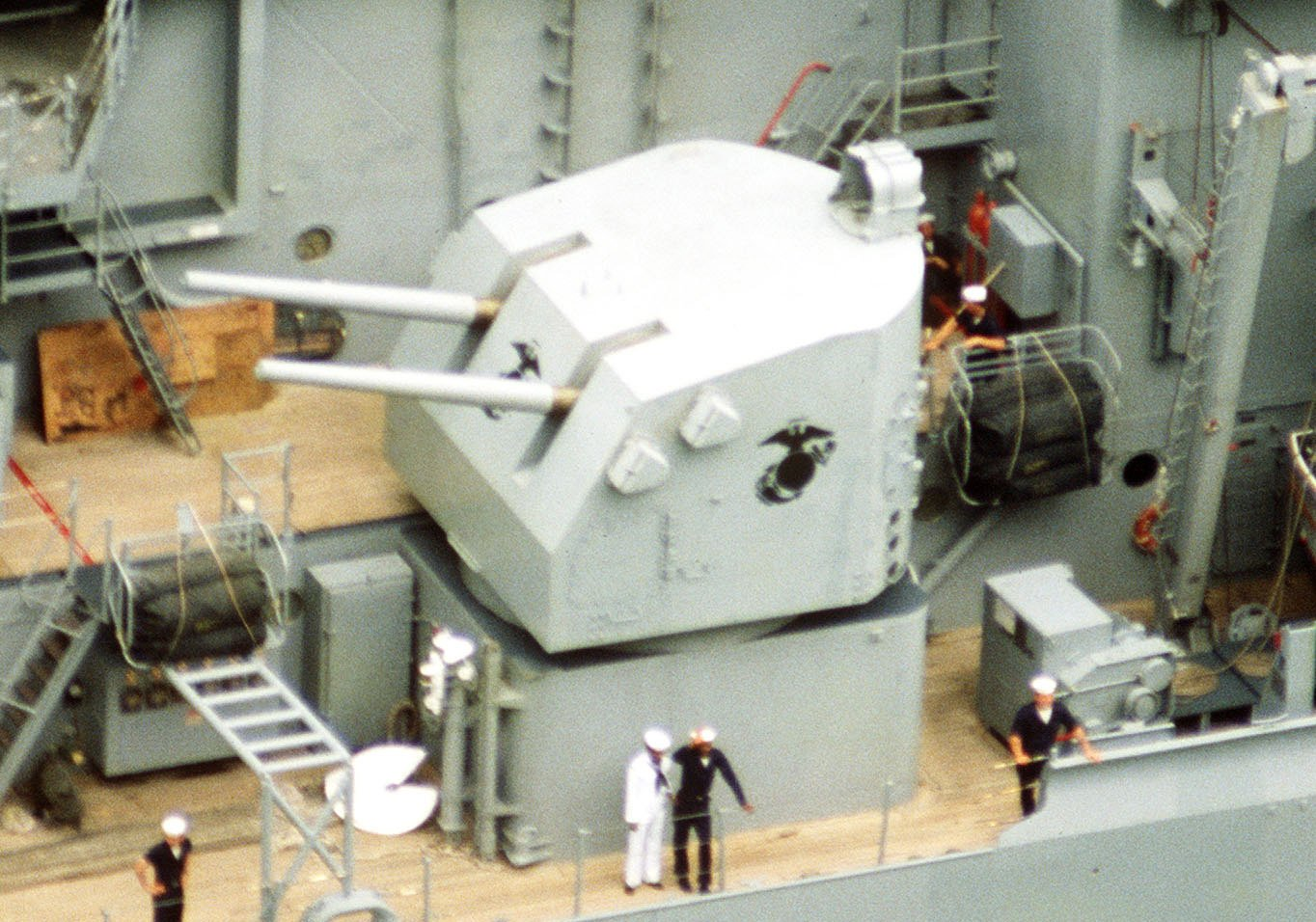
Двухорудийная закрытая артустановка Mk28 Mod2 на линкоре «Нью-Джерси»
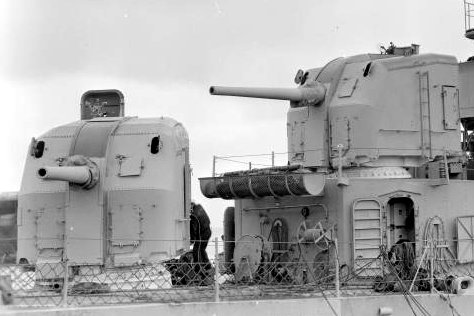
Одноорудийные закрытые артустановки на кольцевом погоне Mk30 на палубе эсминца типа «Флетчер»
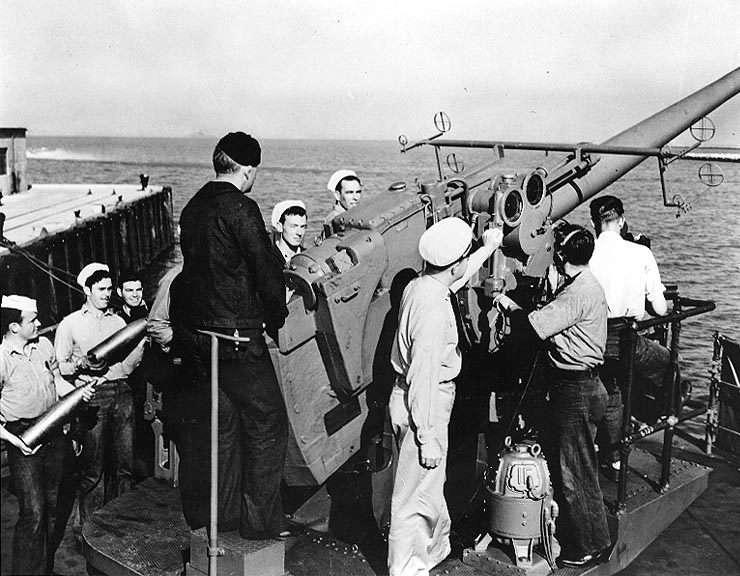
Одноорудийная открытая палубная установка на центральном штыре Mk21 на палубе эсминца типа «Мэхэн»

### Боеприпасы

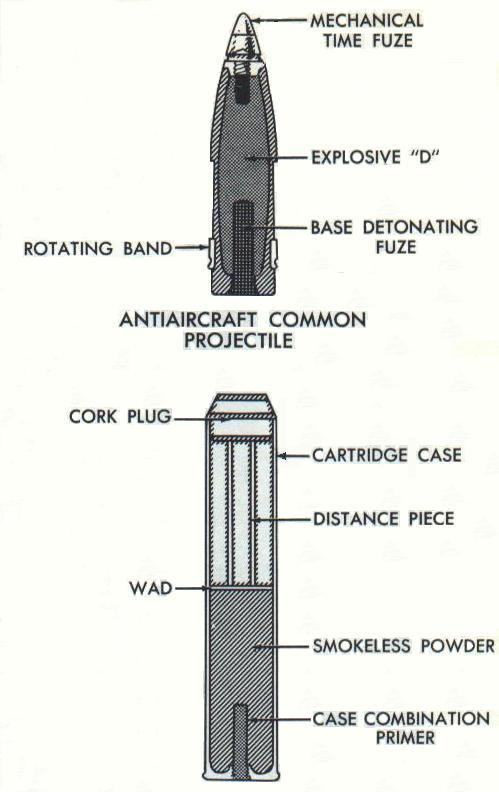
Зенитный пятидюймовый боеприпас полураздельного заряжания

### Модификации
| Модификация     | Кол-во стволов | Масса АУ, кг  | Угол подъёма стволов | Конструкция                   | Корабли (количество АУ на корабле) |
| --------------- | -------------- | ------------- | -------------------- | ----------------------------- | --- |
| Mk21            | 1              | 13272-14200   | −15 / +85            | Открытая на центральном штыре | ЭМ типа «Фаррагут»(5), «Мэхэн»(5) Кормовые орудия: «Гридли»(2), «Мэхэн» подтип «Данлэп»(3), «Бэгли»(2) Marcilio Dias (4), Acre (2) Auxiliaries, Merchant ships |
| Mk21 mod 16     | 1              |               | −15 / +85            | Открытая на центральном штыре | «Йорктаун»(8), «Энтерпрайз»(8) |
| Mk22            | 2              | 34 133        | −10 / +35            | Закрытая на кольцевом погоне  | лидеры ЭМ «Портер»(4), «Сомерс»(4) |
| Mk24 Mod1       | 1              | 13270-14152   | −15 / +85            | Открытая на центральном штыре | «Уосп»(8) |
| Mk24 Mod2       | 1              |               | −15 / +85            | Открытая на центральном штыре | «Хорнет»(8) |
| Mk24 Mod11      | 1              |               | −10 / +85            | Открытая на центральном штыре | АВ типа «Индепенденс»(2), «Эссекс»(4 на спонсонах) |
| Mk25            | 1              | 19 051-20 367 | −15 / +85            | Закрытая на кольцевом погоне  | носовые орудия на ЭМ типа «Гридли» и «Мэхэн» подтип «Данлэп»(2) |
| Mk28 Mod0       | 2              | 70 894        | −15 / +85            | Закрытая на кольцевом погоне  | ЛК типов «Северная Каролина»(10) и «Саут Дакота»(8 на BB-57, 10 на остальных) |
| Mk28 Mod2       | 2              | 77 399        | −15 / +85            | Закрытая на кольцевом погоне  | ЛК типа «Айова»(10) |
| Mk29 Mod0       | 2              | 49 000        | −15 / +85            | Закрытая на кольцевом погоне  | КРЛ типов «Бруклин» подтип «Сент Луис»(4), «Атланта»(8 на CL-51 — CL-54 , 6 АУ на CL-95 — CL-98 и CL-119 — CL-121) |
| Mk30 Mod0,2,4,5 | 1              | 18 552        | −15 / +85            | Закрытая на кольцевом погоне  | КРТ типа «Уичита» (4) — Mark 30 Mods 0, 4 и 5 ЭМ типов «Бэгли»(2) и «Бенхэм»(2) — Mark 30 Mods 0 и 2 (носовые орудия) «Симс»(3) — Mark 30 Mods 0 и 2 (орудия № 1, № 2 и № 5) «Бенсон»(3) и «Гливс»(3) — Mark 30 различных модификаций (орудия № 1, № 2 и № 5) «Флетчер»(5) — Mark 30 различных модификаций |
| Mk30 Mod1       | 1              | 15195         | −15 / +85            | Открытая на кольцевом погоне  | ЭМ типов «Бенхэм»(2) — кормовые орудия «Симс»(2),«Бенсон»(2) и «Гливс»(2) — орудия № 3 и № 4 Albany (2) — Mark 30? |
| Mk30 Mod41      | 1              | 18 779        | −15 / +85            | Закрытая на кольцевом погоне  | |
| Mk30 Mod42      | 1              |               | −15 / +85            | Закрытая на кольцевом погоне  | Rudderdow (2), John C. Butler (2) |
| Mk30 Mod51      | 1              |               | −5 / +85             | Открытая на кольцевом погоне  | |
| Mark 30 Mod 80  | 1              |               | −15 / +27            | Открытая на кольцевом погоне  | Эскортные авианосцы (1 или 2) |
| Mk32 Mod0       | 2              | 47 899        | −15 / +85            | Закрытая на кольцевом погоне  | КРТ типа «Де Мойн»(6), «Балтимор»(6), «Орегон Сити»(6); КРЛ типа «Кливленд»(6), «Фарго»(6), часть авианосцев типа «Эссекс»(4) |
| Mk32 Mod2       | 2              |               | −15 / +85            | Закрытая на кольцевом погоне  | часть авианосцев типа «Эссекс» (4) |
| Mk32 Mod4       | 2              | 54 598        | −15 / +85            | Закрытая на кольцевом погоне  | КР типа «Аляска» (6), часть авианосцев типа «Эссекс»(4) |
| Mk37 mod2       | 1              | 15 740        | −15 / +85            | Открытая на кольцевом погоне  | Ameer (2)? |
| Mk38 Mod0       | 2              | 43 409        | −15 / +85            | Закрытая на кольцевом погоне  | «Аллен М. Самнер»(3) и «Гиринг»(3) Peder Skram (2) Impetuoso (2) и San Giorgio (3) |